# Taksonomia roślin
Taksonomia roślin – dział systematyki roślin obejmujący teorię i praktykę klasyfikowania organizmów roślinnych, zajmujący się techniką wyróżniania i opisywania taksonów roślinnych, a więc ich klasyfikacją, nazewnictwem i hierarchizacją. 
Rozdzielenie systematyki biologicznej na roślinną i zwierzęcą jest zaszłością historyczną pochodzącą jeszcze od Linneusza, ale ze względu na konserwatyzm środowiska naukowego wciąż jeszcze ma wpływ na stan aktualny. Taksonomia roślin (także glonów i grzybów) regulowana jest zasadami określonymi w Międzynarodowym Kodeksie Nomenklatury Botanicznej.

## Kategorie taksonomiczne
Poniżej zamieszczono listę kategorii taksonomicznych w obrębie królestwa roślin, od najwyższych do najniższych rangą, z uwzględnieniem łacińskich nazw taksonów oraz (w nawiasach) końcówek nazw systematycznych. Podział ten różni się w szczegółach od podziału stosowanego przez taksonomię zwierząt.
- królestwo – regnum,
  - podkrólestwo – subregnum (-bionta)
- gromada – divisio (-phyta)
  - podgromada – subdivisio (-phytina)
- klasa – classis (-opsida, -atae)
  - podklasa – subclassis (-idae)
  - nadrząd – superordo (-anae)
- rząd – ordo (-ales)
  - podrząd – subordo (-ineae)
- rodzina – familia (-aceae)
  - podrodzina – subfamilia (-oideae)
  - plemię – tribus (-eae)
  - podplemię – subtribus (-inae)
- rodzaj – genus
  - podrodzaj – subgenus
  - sekcja – sectio
  - seria – series
- gatunek – species
  - podgatunek – subspecies
  - odmiana – varietas
  - forma – forma

## Nomenklatura botaniczna
Poszczególne taksony posiadają unikatowe nazwy naukowe, których zasady tworzenia i stosowania ustala Międzynarodowy kodeks nomenklatury botanicznej. Zbiór tych zasad określa się mianem nomenklatury botanicznej. Rozdział znaczeniowy taksonomii i nomenklatury jest istotny i znajduje odzwierciedlenie w problemach z nazewnictwem naukowym. Istnieją na przykład dwa rodzaje nazw synonimicznych – taksonomiczne i nomenklaturowe. Te pierwsze powstają, gdy różne nazwy naukowe oznaczają ten sam takson z powodu zmian w ujęciu taksonomicznym. Synonimy nomenklatoryczne powstają, gdy ten sam takson opisany zostanie niezależnie dwa lub więcej razy.
Nazwy polskie (zwyczajowe) taksonów zapisuje się pismem prostym i małą literą. Zgodnie z Kodeksem nomenklatury botanicznej nazwy naukowe taksonów roślinnych, w odróżnieniu od zoologii, zwyczajowo wyróżnia się kursywą (italikiem).